# Ossó de Sió
Ossó de Sió település Spanyolországban, Lleida tartományban. Ossó de Sió Oliola, Torrefeta i Florejacs, Els Plans de Sió, Tàrrega és Puigverd d'Agramunt községekkel határos. Lakosainak száma 195 fő (2024).

## Népesség
A település népessége az utóbbi években az alábbiak szerint változott:
| Lakosok száma | 179  | 665  | 535  | 346  | 251  | 230  | 219  | 211  | 204  | 195  |
|               | 1717 | 1887 | 1936 | 1960 | 1986 | 2004 | 2009 | 2014 | 2019 | 2024 |